# Adolfo Agosti
Adolfo Agosti (Bolzaneto, 29 agosto 1912 – Madrid, 18 febbraio 1991) è stato un calciatore italiano, di ruolo attaccante.

## Carriera
Giocò in Serie A con la Cremonese, con la quale è sceso in campo 14 volte mettendo a segno 4 reti. Esordì il 5 gennaio 1930 nella partita Cremonese-Livorno (1-2).

## Statistiche

### Presenze e reti nei club
| Stagione         | Squadra          | Campionato       | Campionato | Campionato | Totale   | Totale |
| Stagione         | Squadra          | Campionato       | Presenze   | Reti       | Presenze | Reti   |
| ---------------- | ---------------- | ---------------- | ---------- | ---------- | -------- | ------ |
| 1929-1930        | Cremonese        | A                | 6          | 2          | 6        | 2      |
| 1930-1931        | Cremonese        | B                | 7          | 1          | 7        | 1      |
| 1931-1932        | Cremonese        | B                | 1          | 1          | 1        | 1      |
| Totale Cremonese | Totale Cremonese | Totale Cremonese | 14         | 4          | 14       | 4      |
| Totale carriera  | Totale carriera  | Totale carriera  | 14         | 4          | 14       | 4      |